# Earl of Avondale
Earl of Avondale (auch Avandale) war ein erblicher britischer Adelstitel in der Peerage of Scotland. Er ist nach dem Tal des schottischen Flusses Avon benannt.

## Verleihung und weitere Titel
Der Titel wurde 1437 an James Douglas verliehen. Dieser war der jüngere Sohn des Archibald Douglas, 3. Earl of Douglas und erbte 1440 von seinem Großneffen auch den Titel 7. Earl of Douglas. Seinem zweiten Sohn, dem 9. Earl wurden 1455 wegen Hochverrats alle Titel aberkannt, wodurch auch das Earldom Avondale erlosch.

## Liste der Earls of Avondale (1437)
- James Douglas, 7. Earl of Douglas, 1. Earl of Avondale († 1443)
- William Douglas, 8. Earl of Douglas, 2. Earl of Avondale (1425–1452)
- James Douglas, 9. Earl of Douglas, 3. Earl of Avondale († 1488), Titel verwirkt 1455